# Hubert Gangl
Hubert Gangl (* 28. September 1874 in Graz; † 7. August 1932 in Wien) war ein österreichischer Architekt.

## Leben

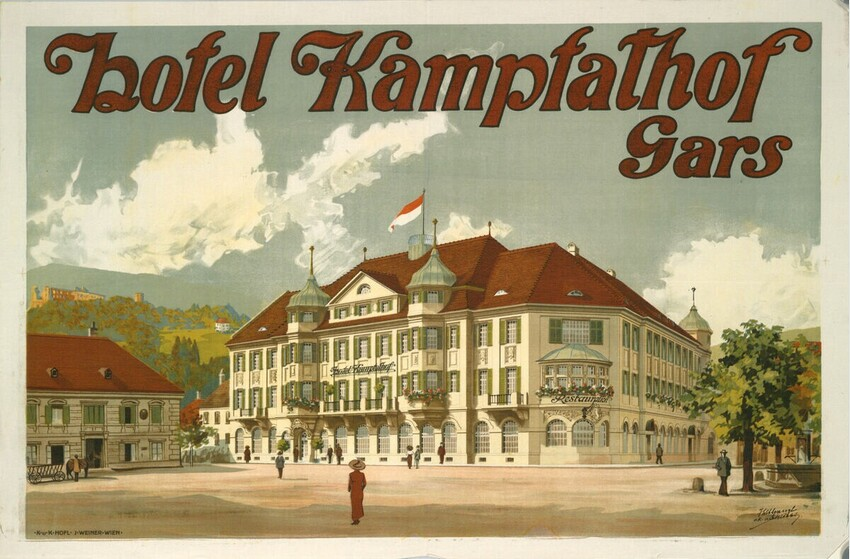
Hubert Gangls Werbeplakat für das von ihm geplante Hotel Kamptalhof

Gangl studierte nach dem Besuch der Staatsgewerbeschule in Graz von 1892 bis 1895 an der Akademie der bildenden Künste Wien bei Victor Luntz. Während dieser Zeit wurde er Mitglied der Verbindung Deutscher Kunstakademiker Athenaia. Ab 1896 war er als Chefarchitekt im Büro Arnold Heymann angestellt. Nachdem er 1906 seine Baumeisterprüfung abgelegt hatte, war er seitdem als selbständiger Architekt tätig. Von 1907 bis 1917 schloss er eine Bürogemeinschaft mit Eugen Felgel von Farnholz. Er wurde 1910 Ritter des Franz-Joseph-Ordens sowie Komtur des päpstlichen Gregoriusordens. 1911/12 war er Bauaufsichtsrat für den 12. Wiener Gemeindebezirk Meidling. Gangl wurde auf dem Hietzinger Friedhof beerdigt.

## Bedeutung
Hubert Gangl war ein sehr angesehener Architekt seiner Zeit. Er trat besonders mit dem Bau der Pfarrkirche Hetzendorf hervor, schuf aber auch zahlreiche Wohn- und Geschäftshäuser. Seine historistischen Bauwerke zeichnen sich vor allem durch eine sehr malerische Gestaltung aus, die sich durch die Verwendung eines lokalen Heimatstils der Umgebung anpasst.

## Werke

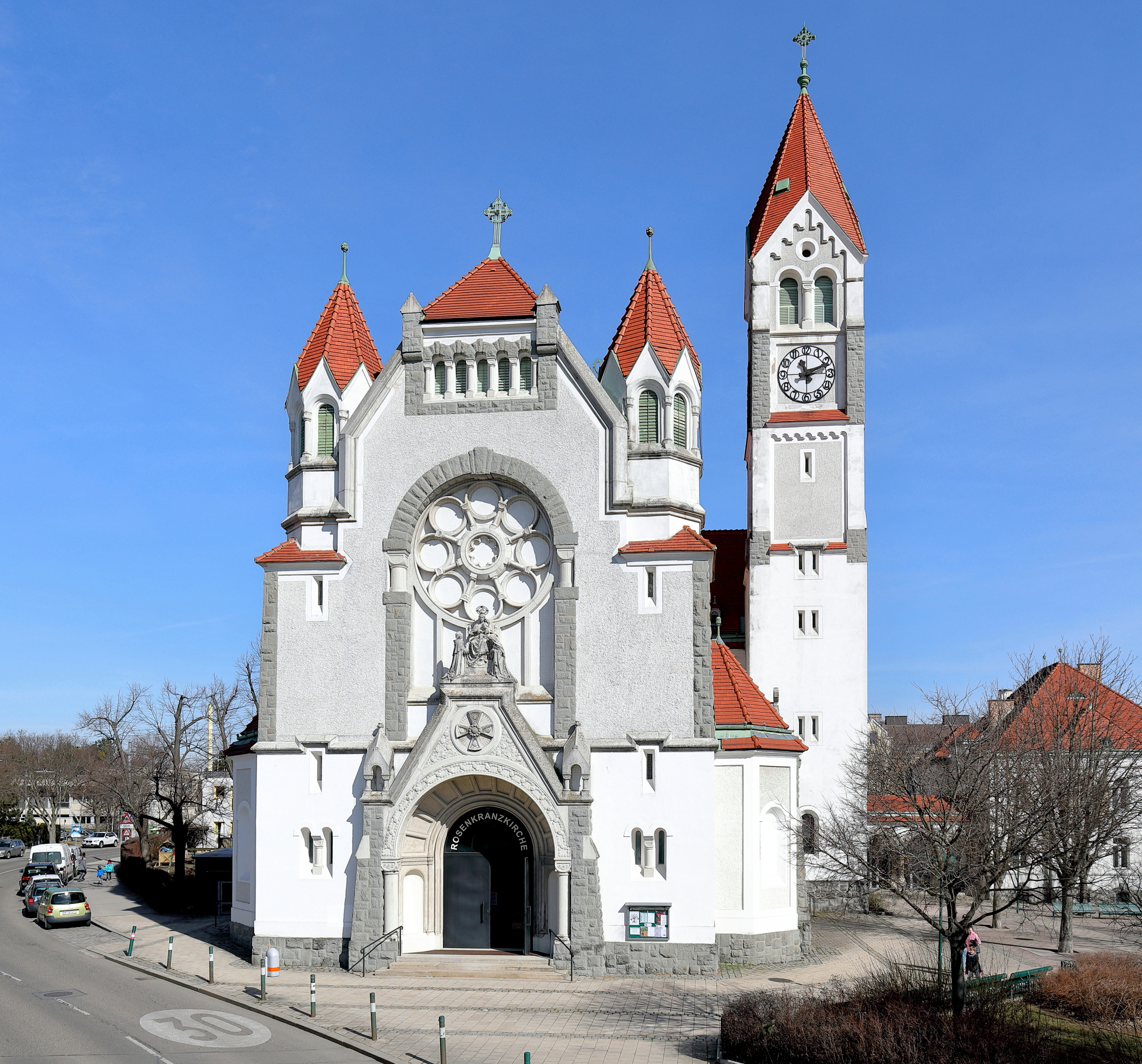
Pfarrkirche Hetzendorf (1908–09), mit Eugen Felgel

- Mietvilla, Schlöglgasse 38, Wien 12 (1899)
- Miethaus, Wallrißstraße 1, Wien 18 (1905)
- Wohnhaus, Porzellangasse 18, Wien 9 (1906–1907)
- Wilhelm-Hof, Wiedner Hauptstraße 98, Wien 5 (1908)
- Miethaus, Würthgasse 8, Wien 19 (1908)
- Pfarrkirche Hetzendorf (1908–1909)
- Villa, Schönbrunner Allee 42, Wien 12 (1910)
- Schule der Stadt Wien, Linzer Straße 146, Wien 14 (1910)
- Miethaus, Trautmannsdorffgasse 48, Wien 13 (1910–1911)
- Pfarrkirche Obersdorf, Niederösterreich (1910–1912)
- Professorenvilla des EB Seminars Hollabrunn, Kirchenplatz 1 (1912)
- Kloster der Barmherzigen Schwestern vom hl. Vinzenz von Paul, Laab im Walde (1912–1913)
- Villa, Türkenschanzstraße 18, Wien 19 (1913)
- Erzbischöfliches Alumnatsgebäude, Boltzmanngasse 7, Wien 9 (1913–1914)
- Hotel Kamptalhof, Gars am Kamp (1913–1914)
- Pfarrkirche hl. Klemens Maria Hofbauer, Mitterbach am Erlaufsee (1914–1915)
- Ludowikaheim der Barmherzigen Schwestern vom hl.Vinzenz, Maierhöfen, Gemeinde Maria Anzbach (1931)

Weitere Hotel- und Bankgebäude in Karlsbad, Marienbad, Prag und Südtirol.